# دهستان ساربوک
دهستان ساربوک، یکی از دهستان‌های بخش ساربوک شهرستان قصرقند در استان سیستان و بلوچستان ایران است. مرکز این دهستان، شهر ساربوک است.

## جمعیت
بر پایه سرشماری عمومی نفوس و مسکن در سال ۱۳۹۵، جمعیت دهستان ساربوک برابر با ۵٬۷۹۹ نفر بوده‌است.